# Орлово (Новгородский район)
Орлово — деревня в Новгородском районе Новгородской области. Входит в состав Борковского сельского поселения.
Расположена на левом берегу реки Веронда, в 3 км от автодороги А116 Великий Новгород—Шимск. Ближайшие населённые пункты: деревни Окатово, Куканово, Фарафоново, Леонтьево.

## История
До революции в деревне числилось 30 крестьянских дворов. Имелась деревянная часовня.
Во время Великой Отечественной войны деревенские строения не пострадали. До сегодняшних дней (2012 год) в деревне сохранились дома дореволюционной и довоенной постройки. В 1931 году на базе деревни был организован колхоз «Красный орёл».